# 501 Urhixidur
501 Urhixidur este un asteroid din centura principală, descoperit pe 18 ianuarie 1903, de Max Wolf.